# 建水城墙
建水城墙，位于中国云南省建水县（明清时为临安府治所）。现存东门及部分墙段。

## 历史
南诏时，始筑土城。明洪武二十年（1387年），设临安卫，建水城墙改为砖城。清代，南北西三座城楼皆毁于战火，唯东门保存至今。1958年后，大部城墙遭拆除。

## 城门

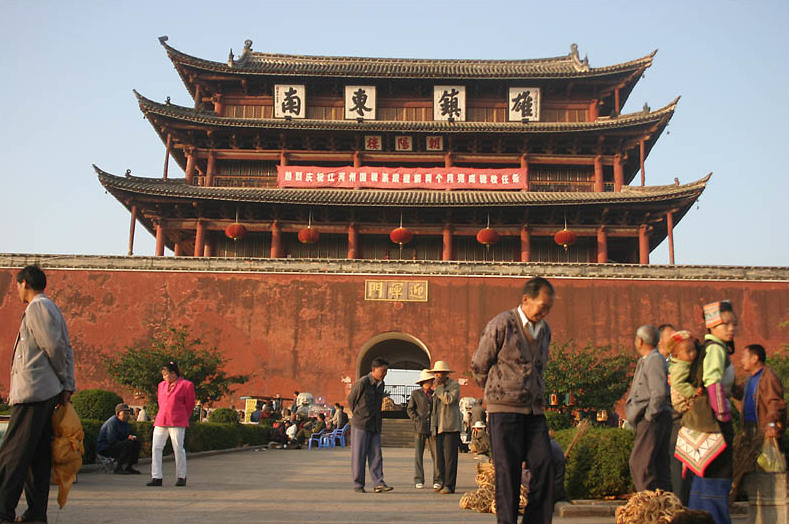
朝阳楼

建水城墙设四门，东为朝阳门，南为阜安门，西为清远门，北为永贞门。现在存东门及重建的西门、南门。
- 东门：其上建有城楼，称朝阳楼，始建于明洪武二十二年（1389年）。